# Route du Sud 2010
La Route du Sud 2010, trentaquattresima edizione della corsa, si svolse dal 18 al 20 giugno su un percorso di 500 km ripartiti in 4 tappe, con partenza da Carmaux e arrivo a Castres. Fu vinta dal francese David Moncoutié della Cofidis davanti al suo connazionale Alexandre Geniez e all'italiano Fortunato Baliani.

## Tappe
| Tappa  | Data      | Percorso                                      | km    | Vincitore di tappa | Leader cl. generale |
| ------ | --------- | --------------------------------------------- | ----- | ------------------ | ------------------- |
| 1ª     | 18 giugno | Carmaux > Saint-Gaudens                       | 211,6 | Florian Vachon     | Florian Vachon      |
| 2ª     | 19 giugno | Izaourt > Saint-Gaudens                       | 82,8  | Blel Kadri         | Blel Kadri          |
| 3ª     | 19 giugno | Loudenvielle > Peyragudes (cron. individuale) | 16,2  | David Moncoutié    | David Moncoutié     |
| 4ª     | 20 giugno | Lavaur > Castres                              | 189,3 | Mitchell Docker    | David Moncoutié     |
| Totale | Totale    | Totale                                        | 500   |                    |                     |

## Dettagli delle tappe

### 1ª tappa
- 18 giugno: Carmaux > Saint-Gaudens – 211,6 km

| Pos. | Corridore       | Squadra   | Tempo    |
| ---- | --------------- | --------- | -------- |
| 1    | Florian Vachon  | Bretagne  | 5h03'48" |
| 2    | Gianni Meersman | FDJ       | s.t.     |
| 3    | Ángel Vicioso   | Andalucia | s.t.     |

| Pos. | Corridore       | Squadra   | Tempo    |
| ---- | --------------- | --------- | -------- |
| 1    | Florian Vachon  | Bretagne  | 5h03'38" |
| 2    | Gianni Meersman | FDJ       | a 4"     |
| 3    | Ángel Vicioso   | Andalucia | a 6"     |

### 2ª tappa
- 19 giugno: Izaourt > Saint-Gaudens – 82,8 km

| Pos. | Corridore         | Squadra      | Tempo    |
| ---- | ----------------- | ------------ | -------- |
| 1    | Blel Kadri        | AG2R         | 1h50'36" |
| 2    | Matthieu Sprick   | Bouygues     | s.t.     |
| 3    | Stéphane Poulhiès | Saur-Sojasun | a 10"    |

| Pos. | Corridore       | Squadra  | Tempo    |
| ---- | --------------- | -------- | -------- |
| 1    | Blel Kadri      | AG2R     | 6h54'15" |
| 2    | Matthieu Sprick | Bouygues | a 3"     |
| 3    | Florian Vachon  | Bretagne | a 9"     |

### 3ª tappa
- 19 giugno: Loudenvielle > Peyragudes (cron. individuale) – 16,2 km

| Pos. | Corridore         | Squadra      | Tempo  |
| ---- | ----------------- | ------------ | ------ |
| 1    | David Moncoutié   | Cofidis      | 33'07" |
| 2    | Alexandre Geniez  | Skil-Shimano | a 10"  |
| 3    | Fortunato Baliani | Miche        | a 31"  |

| Pos. | Corridore         | Squadra      | Tempo    |
| ---- | ----------------- | ------------ | -------- |
| 1    | David Moncoutié   | Cofidis      | 7h27'41" |
| 2    | Alexandre Geniez  | Skil-Shimano | a 10"    |
| 3    | Fortunato Baliani | Miche        | a 31"    |

### 4ª tappa
- 20 giugno: Lavaur > Castres – 189,3 km

| Pos. | Corridore       | Squadra      | Tempo    |
| ---- | --------------- | ------------ | -------- |
| 1    | Mitchell Docker | Skil-Shimano | 4h46'15" |
| 2    | Sébastien Duret | Bretagne     | s.t.     |
| 3    | Johan Mombaerts | Big Mat      | s.t.     |

| Pos. | Corridore         | Squadra      | Tempo     |
| ---- | ----------------- | ------------ | --------- |
| 1    | David Moncoutié   | Cofidis      | 12h14'10" |
| 2    | Alexandre Geniez  | Skil-Shimano | a 10"     |
| 3    | Fortunato Baliani | Miche        | a 31"     |

## Classifiche finali

### Classifica generale
| Pos. | Corridore          | Squadra          | Tempo     |
| ---- | ------------------ | ---------------- | --------- |
| 1    | David Moncoutié    | Cofidis          | 12h14'10" |
| 2    | Alexandre Geniez   | Skil-Shimano     | a 10"     |
| 3    | Fortunato Baliani  | Miche            | a 31"     |
| 4    | Pasquale Muto      | Miche            | a 39"     |
| 5    | Przemysław Niemiec | Miche            | s.t.      |
| 6    | John Gadret        | Ag2r-La Mondiale | a 1'03"   |
| 7    | Blel Kadri         | Ag2r-La Mondiale | a 1'04"   |
| 8    | Damien Monier      | Cofidis          | a 1'23"   |
| 9    | Rein Taaramäe      | Cofidis          | a 1'38"   |
| 10   | Yury Trofimov      | Bouygues Télécom | a 1'53"   |